# Obereopsis sericeoides
Obereopsis sericeoides là một loài bọ cánh cứng trong họ Cerambycidae.